# The Square (phim 2017)
The Square là bộ phim hài kịch châm biếm của Thụy Điển năm 2017 do Ruben Östlund làm đạo diễn với sự tham gia diễn xuất của các diễn viên Claes Bang, Elisabeth Moss, Dominic West, and Terry Notary. Bộ phim nói về sự quảng cáo về sắp đặt nghệ thuật và phần nào lấy cảm hứng từ một bản sắp đặt mà Östlund đã đưa ra. Nó được quay ở Gothenburg, Stockholm và Berlin.
Bộ phim lấy bối cảnh một bảo tàng, nơi một nghệ sĩ triển lãm một tác phẩm nghệ thuật sắp đặt, qua đó muốn thúc đẩy lòng vị tha, tạo ra cho công chúng một quảng trường biểu tượng, nơi chỉ có những điều tốt đẹp. Tuy nhiên, nhà quản lý bảo tàng đã thuê một công ty quảng cáo vô lương tâm khuếch trương thanh thế của bảo tàng và mọi chuyện đã vượt ra khỏi tầm tay.
Bộ phim đã được đưa vào Liên hoan phim Cannes 2017, nơi nó đã nhận được những đánh giá tích cực và đã giành được giải Palme d'Or (Cành cọ vàng).

## Cốt truyện
Sau khi bãi bỏ Chế độ quân chủ Thụy Điển, Cung điện Stockholm đã được chuyển đổi thành một bảo tàng nghệ thuật. Christian là một người quản lý bảo tàng, người cảm thấy thế giới tiến bộ của mình rung chuyển khi điện thoại di động của ông ta bị đánh cắp. Trong khi quản lý một không gian để trưng bày một tác phẩm sắp đặt mớ, ông tìm thấy một công ty quan hệ công chúng để thúc đẩy việc cài đặt, tạo ra rất nhiều hỗn loạn.

## Diễn viên
- Claes Bang trong vai Christian
- Elisabeth Moss trong vai Anne
- Dominic West trong vai Julian Gijoni
- Terry Notary trong vai Oleg
- Christopher Læssø trong vai Michael